# Eurystauropsis
Eurystauropsis is een geslacht van vlinders van de familie tandvlinders (Notodontidae), uit de onderfamilie Notodontinae.

## Soorten
- E. aequa Kiriakoff, 1962
- E. albidilinea Gaede, 1928